# نادي غوريتسا
نوغومينتو دروستفو غوريكا (بالسلوفينية: Nogometno Društvo Gorica)‏ ويعرف اختصاراً بغوريكا (بالسلوفينية: Gorica)‏ وهو نادي كُرَة قَدَم سلوفيني، يستقر في مدينة نوفا جوريتسا في سلوفينيا، وهو واحد من أكثر الأندية السلوفينية قوة، تأسس في سنة 1947 أثناء الحكم اليوغوسلافي، حيث فاز بلقب الدوري السلوفيني لكرة القدم 4 مرات وفاز 3 مرات بلقب كأس سلوفينيا لكرة القدم وفاز مرة واحدة بلقب كأس السوبر السلوفيني ويعتبر مع نادي ماريبور ونوغوميتنو دروشتفو غوريكا من أقوى أندية كرة القدم في سلوفينيا.

## روابط خارجية
- الموقع الرسمي

http://www.uefa.com/teamsandplayers/teams/club=60403/profile/index.html